# Gary Bergman
Gary Gunnar Bergman (* 7. Oktober 1938 in Kenora, Ontario; † 8. Dezember 2000 in Detroit, Michigan, USA) war ein kanadischer Eishockeyspieler, der im Verlauf seiner aktiven Karriere zwischen 1957 und 1976 unter anderem 859 Spiele für die Detroit Red Wings, Minnesota North Stars und Kansas City Scouts in der National Hockey League auf der Position des Verteidigers bestritten hat. Der einmalige NHL All-Star fungierte zeitweise als Mannschaftskapitän der Detroit Red Wings, bei denen er den Großteil seiner Karriere verbrachte.

## Karriere
Bergman, der in Kenora in der Provinz Ontario zur Welt kam, verbrachte seine Juniorenzeit zwischen 1957 und 1959 in Winnipeg. Dort spielte er zwei Jahre lang für die Winnipeg Braves in der Manitoba Junior Hockey League. Bereits im Verlauf seines ersten Jahres dort sammelte er erste Erfahrungen im Profibereich, als er zwei Partien für die Winnipeg Warriors in der Western Hockey League absolvierte. Im zweiten Jahr führte er die Braves zum Gewinn des Turnbull Cups, die Meisterschaftstrophäe der MJHL, und des Memorial Cups. Dabei sammelte der Abwehrspieler in 24 Playoff-Begegnungen ebenso viele Scorerpunkte.
Zur Spielzeit 1959/60 wechselte Bergman schließlich fest in den Profibereich und schloss sich Winnipeg Profimannschaft, den Warriors aus der WHL, an. Sein ausgewogenes Spiel, das ihn sowohl für Überzahl- als auch Unterzahlsituationen einsetzbar machte, führte dazu, dass er ab der Saison 1960/61 in der American Hockey League spielte. Der Verteidiger war im Sommer 1960 im Intra-League-Draft von den Chicago Black Hawks aus der National Hockey League ausgewählt worden, die ihn in ihrem Farmteam, den Buffalo Bisons, in der American Hockey League einsetzten. Nach einem Jahr verkauften sie den Verteidiger an die Canadiens de Montréal, bei den er ebenfalls in der AHL bei den Cleveland Barons spielte. Doch auch dort fand Bergman keine sportliche Heimat, da er im Sommer 1962 von Montréal an die Boston Bruins verkauft wurde. In deren Diensten spielte er bis Dezember 1962 für die As de Québec aus der AHL, ehe er zurück nach Montréal und damit auch Cleveland transferiert wurde, damit Boston die NHL-Rechte an Terry Gray zurückerhielt. Im Zuge eines weiteren Transfergeschäfts spielte Bergman ab Sommer 1963 dann für die Springfield Indians in der American Hockey League, an die er von Montréal ausgeliehen worden war.
Zum Spieljahr 1964/65 wurde der versatile Defensivspieler schließlich in einem neuerlichen Intra-League-Draft von den Detroit Red Wings ausgewählt. Diese gaben dem mittlerweile 26-Jährigen die Gelegenheit, sich in der NHL zu beweisen. Bergman nutzte die Chance und war für die folgenden neun Spielzeiten fester Stammspieler im Kader Detroit. In den Stanley-Cup-Playoffs 1966 erreichte er mit der Mannschaft die Finalserie, unterlag dort aber seinem Ex-Arbeitsgeber, den Canadiens de Montréal. Zu Beginn der Saison 1973/74 – seiner zehnten bei den Red Wings – fungierte der All-Star-Spiel-Teilnehmer der Vorsaison und Gewinner des Charlie Conacher Humanitarian Award, den er sich mit Jimmy Peters junior teilte, zeitweise als Mannschaftskapitän. Dennoch verließ er den Klub nach elf Einsätzen in dieser Spielzeit, da er im November 1973 im Tausch für Ted Harris an die Minnesota North Stars abgegeben wurde.
Bergman verbrachte den Rest des Spieljahres in Minnesota und kam zu 57 Einsätzen für die North Stars. Im Sommer 1974 wurde er von den Red Wings im Austausch für ein Drittrunden-Wahlrecht im NHL Amateur Draft 1975 aber zurückgeholt. Er sammelte in der Saison 1974/75 noch einmal respektable 30 Punkte für Detroit. Allerdings endete seine zweite Anstellung bei den Detroit Red Wings nach nur einem Jahr. Im August 1975 wurde er erneut Teil eines Transfergeschäfts, als er gemeinsam mit Bill McKenzie an die Kansas City Scouts abgegeben wurde. Im Gegenzug wechselten Peter McDuffe und Glen Burdon nach Detroit. Bei den Scouts verbrachte Bergman sein zwölftes und letztes Jahr in der NHL, ehe er im Sommer 1976 im Alter von 38 Jahren seinen Rückzug vom aktiven Sport bekannt gab.
Nach seinem Rückzug engagierte sich Bergman über viele Jahre in der Alumni-Abteilung der Detroit Red Wings. Er verstarb im Dezember 2000 62-jährig in seiner Wahlheimat Detroit an den Folgen einer im Frühjahr desselben Jahres diagnostizierten Krebserkrankung. Im Jahr 2005 wurde er als Spieler des kanadischen Teams der Summit Series 1972 posthum in die Hall of Fame des kanadischen Sports aufgenommen.

### International
Für sein Heimatland nahm Bergman an der Summit Series 1972 gegen die Nationalmannschaft der UdSSR teil. Dabei war er einer von nur sechs Spielern im kanadischen Kader, der alle acht Spiele der Serie bestritt. Er selbst steuerte zu drei Toren jeweils eine Vorlage bei.

## Erfolge und Auszeichnungen
- 1959 Turnbull-Cup-Gewinn mit den Winnipeg Braves
- 1959 Memorial-Cup-Gewinn mit den Winnipeg Braves
- 1973 Teilnahme am NHL All-Star Game
- 1973 Charlie Conacher Humanitarian Award (gemeinsam mit Jimmy Peters junior)
- 2005 Aufnahme in die Hall of Fame des kanadischen Sports (posthum; als Spieler des kanadischen Teams der Summit Series 1972)

## Karrierestatistik

### International
Vertrat Kanada bei:
- Summit Series 1972

(Legende zur Spielerstatistik: Sp oder GP = absolvierte Spiele; T oder G = erzielte Tore; V oder A = erzielte Assists; Pkt oder Pts = erzielte Scorerpunkte; SM oder PIM = erhaltene Strafminuten; +/− = Plus/Minus-Bilanz; PP = erzielte Überzahltore; SH = erzielte Unterzahltore; GW = erzielte Siegtore; 1 Play-downs/Relegation; Kursiv: Statistik nicht vollständig)